# Gérard Rossé
Gérard Rossé (Alsazia, 2 giugno 1937) è un biblista francese.

## Biografia
Gérard Rossé nasce in Alsazia, Francia, il 2 giugno 1937.
Consegue la laurea in Teologia nella Facoltà di Teologia Cattolica dell’Università di Strasburgo.
Nel 1968 ottiene la licenza in Sacra Scrittura presso il Pontificio Istituto Biblico e, nel 1970, la licenza in Teologia presso la Pontificia Università Lateranense.
A partire dal 1968 comincia ad insegnare Teologia nelle scuole di formazione del Movimento dei focolari, tra le quali l'Istituto "Mystici Corporis" e l'École de la Foi.
Sin dalla nascita dell’Istituto Universitario Sophia (IUS) di Loppiano fino alla sua nomina quale docente emerito, nel 2016, è stato professore ordinario di Teologia biblica presso il Dipartimento di Teologia, Filosofia e Scienze Umane. 

## Opere
Gérard Rossè è autore di numerosi articoli, in special modo per la rivista «Nuova Umanità».
Tra i suoi libri si possono segnalare:
- Gérard Rossé, Il Vangelo di Luca: commento esegetico e teologico, Roma, Città Nuova, 1992.
- Gérard Rossé, I vangeli. Chi li ha scritti, perché, come leggerli, Roma, Città Nuova, 1994.
- Gérard Rossé, La spiritualità di comunione negli scritti giovannei, Roma, Città Nuova, 1996.
- Gérard Rossé, Atti degli Apostoli: commento esegetico e teologico, Roma, Città Nuova, 1998.
- Gérard Rossé, Lettera ai Colossesi. Lettera agli Efesini, Roma, Città Nuova, 2001.
- Gérard Rossé, Maledetto l'appeso al legno. Lo scandalo della croce in Paolo e in Marco, Roma, Città Nuova, 2006.
- Gérard Rossé, Atti degli Apostoli. Introduzione, traduzione e commento, Cinisello Balsamo, San Paolo, 2010.
- Gérard Rossé, La risurrezione di Gesù, Bologna, EDB, 2016.